# Euphrasia celebica
Euphrasia celebica là loài thực vật có hoa thuộc họ Cỏ chổi. Loài này được P.Royen mô tả khoa học đầu tiên năm 1971.